# Vivien Saunders
Vivien Inez Saunders (1946) is een Engelse golfster, die door een misverstand professional werd terwijl ze nog studeerde.

## Golfster
Vivien werd geboren in Sutton, Surrey, en bleef daar wonen totdat ze in Londen psychologie ging studeren. In 1966 was ze finaliste bij het Brits Amateur. In 1968 sprak ze met een vertegenwoordiger van Slazenger over haar toekomstmogelijkheden als professional golfer, en dat leidde tot een misverstand waardoor zij haar amateurstatus verloor. 
In 1969 studeerde zij af en was zij de eerste vrouw die zich kwalificeerde voor de Amerikaanse LPGA Tour. Ze bleef er in 1970 en 1971 en bereikte een categorie waardoor ze alle toernooien kon spelen. Ze moest echter terug naar Engeland, waar haar moeder een hersentumor had. Na haar overlijden besloot Saunders in Engeland te blijven. Ze speelde in Australië en Japan, waar ze enkele toernooien won, en in 1977 won ze de 2de editie van het British Open op de Lindrick Golf Club. Ze was ze (mede-)oprichtster van de Women's Professional Golf Association (WPGA) en de European Women's Tour. In 1978 en 1979 was ze de eerste voorzitter van de WPGA.

## Advocate
Ze wilde clubprofessional worden maar tot de Sex Discrimination Act in 1975 van kracht werd, bleek dat niet mogelijk. Ze was zo geïrriteerd over de uitspraak van de rechter dat ze besloot golf op te geven. Ze werd advocaat om zelf voor haar belangen op te kunnen komen. Toch werd er ook op het advocatenkantoor waar ze werkte tegen haar gediscrimineerd, ze moest maar echtscheidingszaken doen. Ondertussen haalde ze haar MSc en MBA in rechten en een PhD in sportpsychologie.

## Coach
Toch miste ze golf. Ze gaf haar carrière als advocaat op en kocht in 1986 de Eynesbury Hardwicke Golf Club in St. Neots. De leden had meteen problemen met de heren-leden, die het vreemd vonden dat de club nu van een vrouw was. Enkelen verlieten zelfs de club. Ook liet ze de jeugd meespelen in de herentoernooien. Later veranderde ze de naam van de club in Abbotsley Golf and Squash Club. 

De ladies captain was Jenny Wilson. Onder haar leiding werd de Cromwell course aangelegd.  Er kwamen zes squashbanen en tegenwoordig is er een hotel met 42 kamers. Vivien Saunders besteedde haar tijd aan het lesgeven op Abbotsley. Ze was 18 jaar coach van de nationale damesteams van Engeland, Ierland en Wales, en gaf les aan onder meer Laura Davies, Alison Nicholas, Mhairi McKay, Suzanne Strudwick, Jill Thornhill, Peggy Conley, Karen Lunn, Janet Collingham, Helen Dobson en Julie Wade.

Met Jenny Wilson kocht ze in 1993 nog een golfbaan, de Cambridge Meridian Golf Club.

In 1999 wilde ze weer zelf gaan spelen, maar er is geen professional circuit voor dames-senioren in Europa. Ze wilde dus weer amateur worden, hetgeen haar drie jaar kostte. Vanaf augustus 2003 kon ze weer aan toernooien meedoen. Bij haar eerste toernooi, de  English Senior Strokeplay Championship in 2004 eindigde ze op de 2de plaats.

## Media
Saunders schreef vele artikelen voor The Guardian, ze was commentator voor de BBC en voor Sky TV en schreef verschillende boeken over golf. Ook maakte zij diverse instructie-video's. 

## Gewonnen
- 1973: Schweppes-Tarax Open, Chrysler Open, beide  in Australië
- 1977: Women's British Open (306)
- 1980: British Car Auctions Championship
- 1981: Keighley Trophy

- 2 toernooien in Australië
- 9 senior-toernooien

## Teams
- Commonwealth Championships:  1967 (winnaars)
- Curtis Cup: 1968 op Royal County Down
- Avia Foursomes: 1967, 1978
- Senior Home Internationals : 2003, 2004
- European Senior Team Championship: 2004, 2005

## Onderscheidingen
- 1997: Orde van het Britse Rijk voor haar invloed op de golfwereld
- British Sports Coach of the Year Award: 2x